# Grånackad vireo
Grånackad vireo (Pachysylvia muscicapina) är en fågel i familjen vireor inom ordningen tättingar.

## Utseende och läte
Grånackad vireo är en rätt liten och pigg tätting. Fjäderdräkten är förhållandevis färglös med otecknade olivgrönt på vingar och rygg som kontrasterar med beige på ansikte och bröst samt grått i nacken som gett arten dess namn. Den korta och snärtiga sången upprepas gång på gång.

## Utbredning och systematik
Grånackad vireo delas in i två underarter med följande utbredning:
- Pachysylvia muscicapina muscicapina – förekommer i södra Venezuelas anslutning till Guyana och Brasilien norr om Amazonfloden
- Pachysylvia muscicapina griseifrons – förekommer i norra Brasilien söder om Amazonfloden (från Rio Madeira till Rio Tapajós)

### Släktestillhörighet
Släktet Pachysylvia inkluderades länge i Hylophilus. Studier visar dock att de inte är varandras närmaste släktingar.

## Levnadssätt
Grånackad vireo hittas i regnskog, där den ses i trädtaket i artblandade flockar. Den födosöker i samlingar av löv längst ut i höga grenar, ofta hängande upp och ner.

## Status och hot
Arten har ett stort utbredningsområde, men tros minska i antal, dock inte tillräckligt kraftigt för att den ska betraktas som hotad. Internationella naturvårdsunionen IUCN listar arten som livskraftig (LC).